# Alexander's Ragtime Band
 Alexander's Ragtime Band és una pel·lícula musical estatunidenca de Henry King, estrenada el 1938

## Argument
Roger Grant, un prestigiós violinista, forma el 1915 a San Francisco una banda denominada Alexander's Ragtime Band, amb la cantant Stella Kirby. El compositor Charli Dwyer s'enamora de Stella i la recomana a un productor de Broadway. Aquest ofereix un contracte a Stella, que es converteix en una estrella.

## Producció
La pel·lícula es va rodar en els estudis de la Fox, al 10201 de Pico Blvd, Century City de Los Angeles.

## Distribució
La pel·lícula va ser distribuïda per la Twentieth Century Fox Film Corporation i es va estrenar en sales el 16 d'agost de 1938. La versió dels EUA durava 106 minuts, mentre a l'Argentina va durar 109 minuts.

## Repartiment

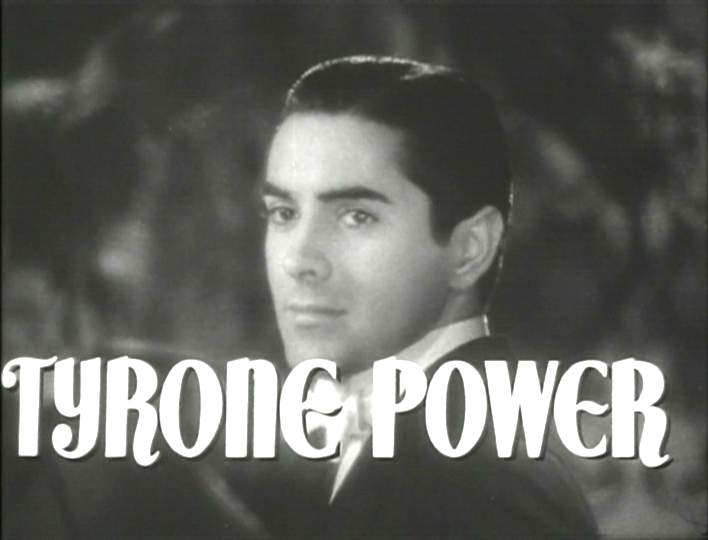
Tyrone Power

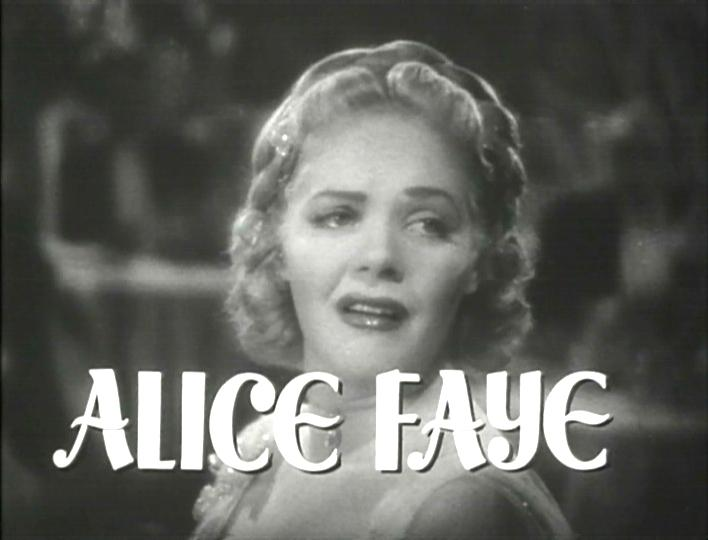
Alice Faye

- Tyrone Power: Roger Grant, anomenat « Alexander »
- Alice Faye: Stella Kirby
- Don Ameche: Charlie Dwyer
- Ethel Merman: Jerry Allen
- Jack Haley: Davey Lane
- Jean Hersholt: Professor Heinrich
- Helen Westley: Tia Sophie
- John Carradine: El taxista
- Wally Vernon: Ell mateix

## Premis i nominacions

### Premis
- Oscar a la millor banda sonora 1938 per Alfred Newman

### Nominacions
- Oscar a la millor pel·lícula
- Oscar al millor guió original per Irving Berlin
- Oscar a la millor direcció artística per Bernard Herzbrun, Boris Leven,
- Oscar a la millor edició de so per Barbara McLean
- Oscar a la millor cançó original per Irving Berlin, per la cançó "Now It Can Be Told".

## Galeria de fotos

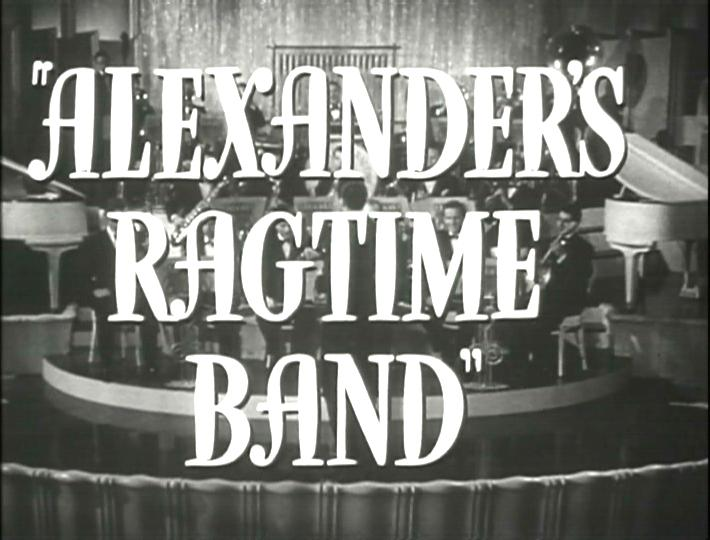
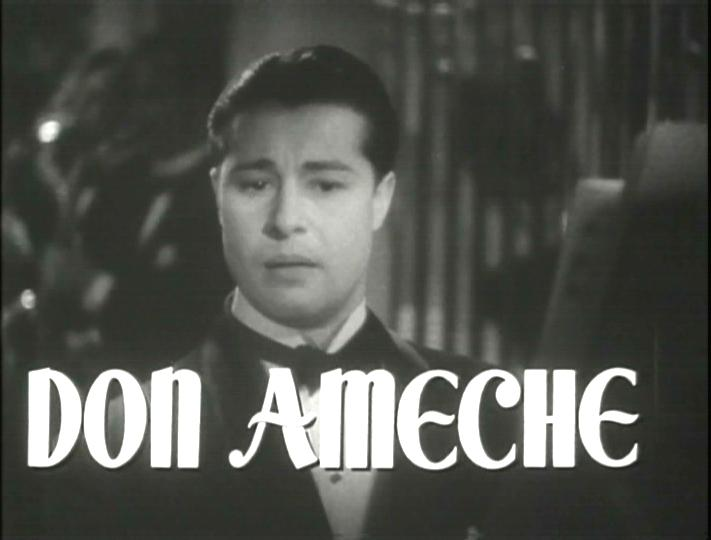
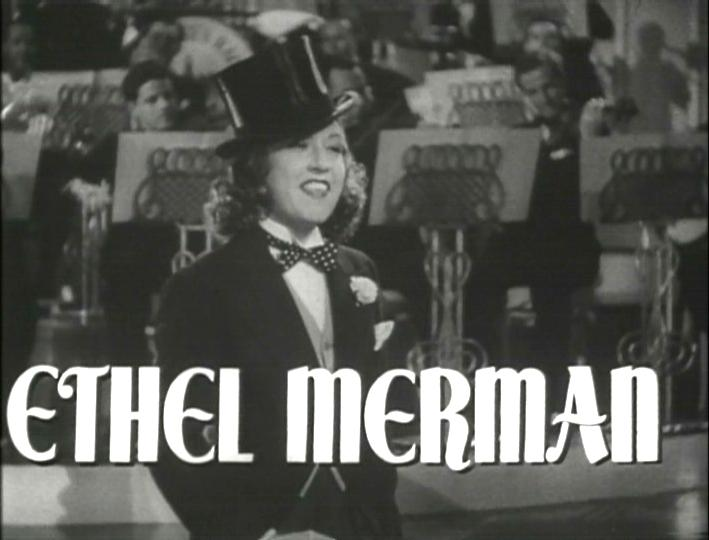
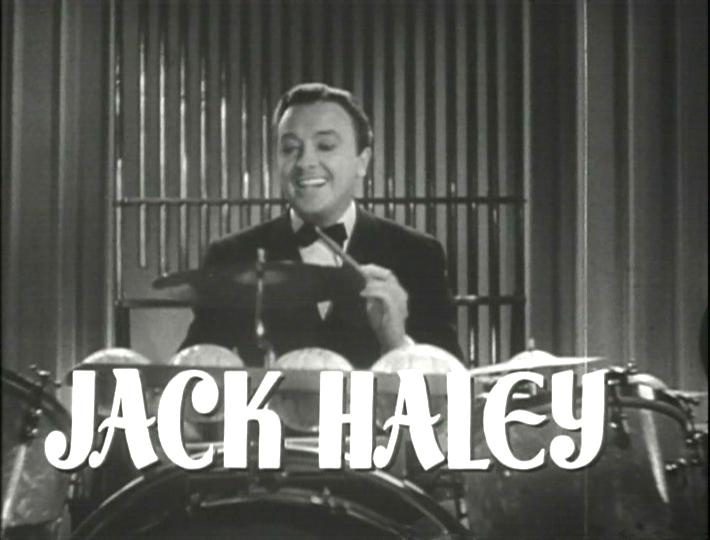
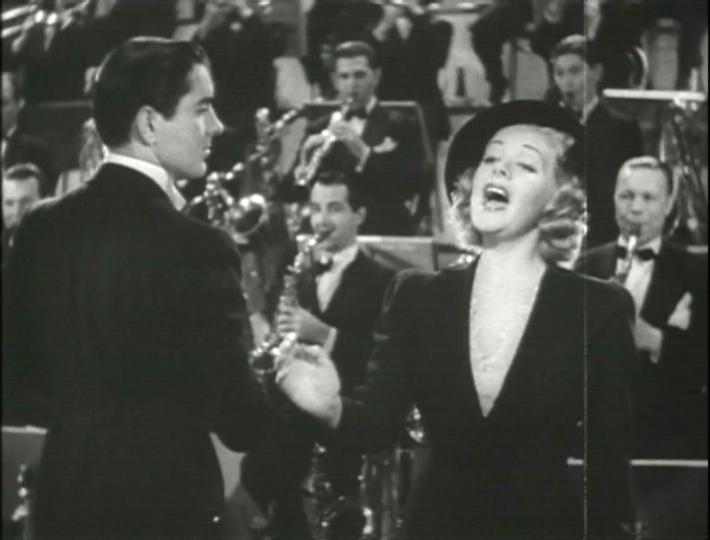
Tyrone Power i Alice Faye
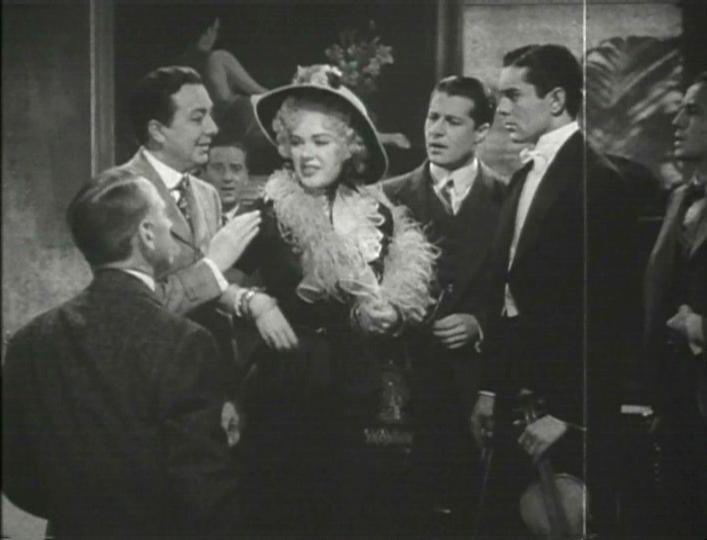
Alice Faye, Don Ameche, i Tyrone Power
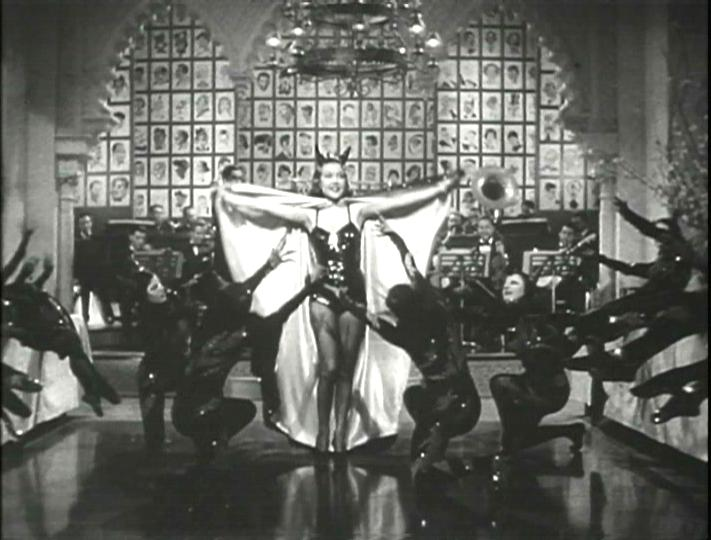
Ethel Merman
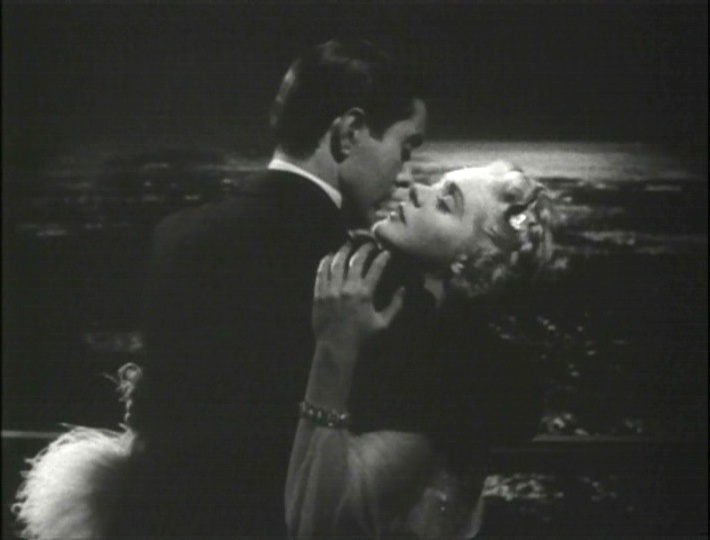
Tyrone Power i Alice Faye